# Gybbosidiplosis matutinus
Gybbosidiplosis matutinus är en tvåvingeart som beskrevs av Fedotova 2003. Gybbosidiplosis matutinus ingår i släktet Gybbosidiplosis och familjen gallmyggor. Inga underarter finns listade i Catalogue of Life.